# Jean Fievez
Jean Fievez (Brüsszel, 1910. november 30. – 1997. március 18.), belga labdarúgó, csatár.

## Karrierje
Karrierjét a La Forestoise csapatában kezdte, majd 1936-ban a Molenbeek-hez szerződött. Itt 1943-ig szerepelt, ekkor azonban a második világháború miatt egy időre fel kellett függesztenie a karrierjét. 1946-ban még egy évre visszatért az aktív játékhoz, egy évig az akkor harmadosztályban szereplő RAEC Mons futballistája volt.
A válogatottban 1936 és 1939 között összesen kilenc meccsen szerepelt, ezeken pedig négy gólt szerzett. Tagja volt az 1938-as vb-re utazó belga keretnek is, azonban a tornán végül egy összecsapáson sem kapott lehetőséget.